# Kempten (Allgäu)
Kempten este un oraș din regiunea administrativă Schwaben, landul Bavaria, Germania. Deoarece există mai multe localități cu acest nume, când e nevoie se precizează „Kempten (Allgäu)” (care se citește „Kempten im Allgäu”).

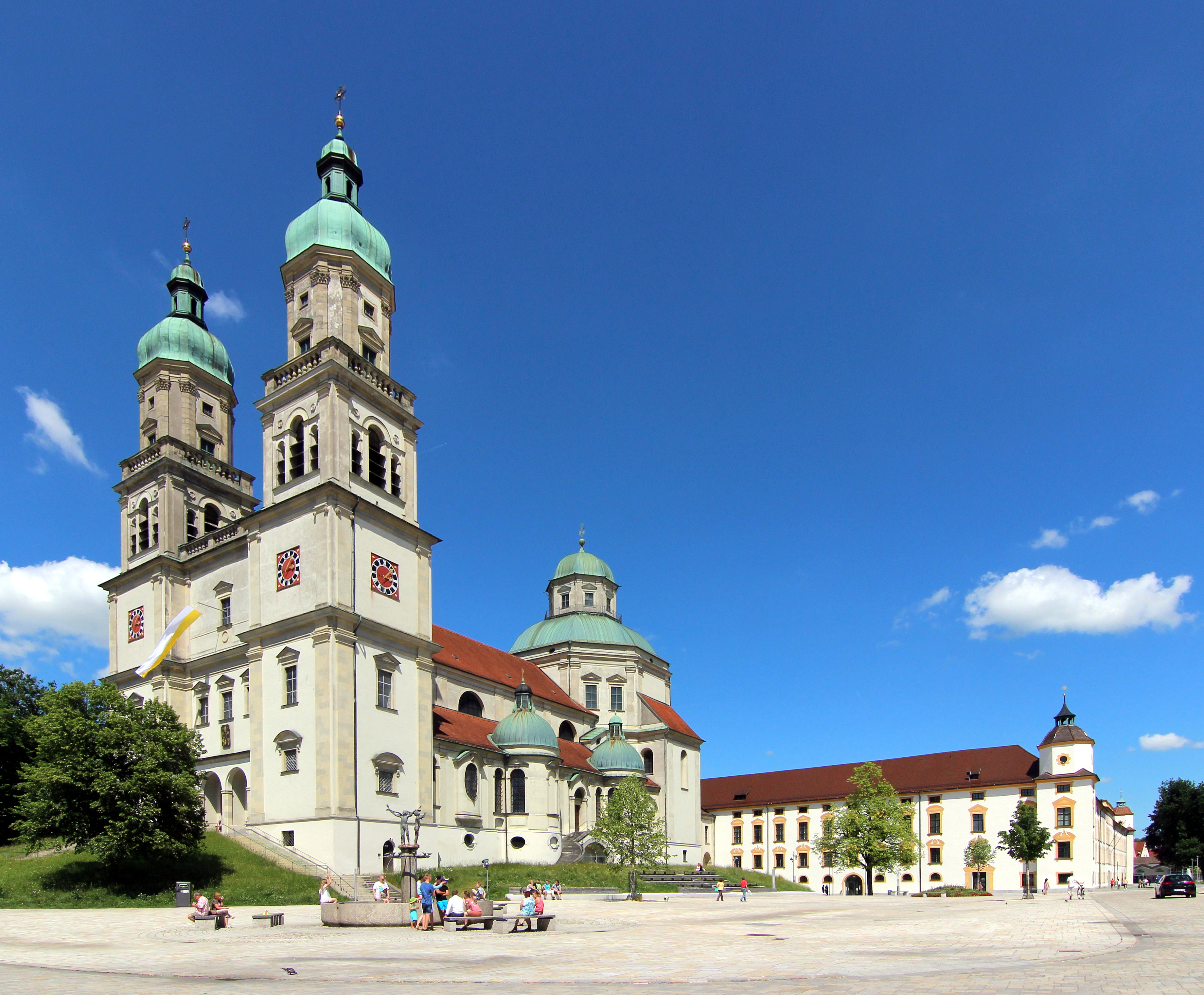
Kempten